# Karl Eduard Förstemann
Karl Eduard Förstemann (* 12. August 1804 in Nordhausen; † 23. Januar 1847 in Halle (Saale)) war ein deutscher evangelischer Theologe, Bibliothekar und Reformationshistoriker.

## Leben
Geboren als Sohn des Nordhäuser Superintendenten Karl Wilhelm Förstemann (1777–1845), besuchte er das Nordhäuser Gymnasium und bezog 1823 die Universität Halle-Wittenberg, um sich einem Studium der Theologie zu widmen. Ab seinem dritten Studiensemester arbeitete er bereits an der dortigen Universitätsbibliothek und nahm zusätzlich während seiner Studienzeit eine Hauslehrerstelle in Berlin an. Von 1826 bis 1830 arbeitete er an der dortigen königlichen Bibliothek und erhielt eine Berufung nach Halle, um an der Herausgabe des Corpus Reformatorum mitzuwirken.
In Halle übernahm er 1832 die Stelle eines Sekretärs an der Universitätsbibliothek und wirkte im thüringisch-sächsischen Verein für die Erforschung des Altertums mit. 1835 wurde er Kustos, erwarb sich 1839 an der Universität Leipzig das Lizentiat der Theologie und promovierte 1840 zum Doktor der Theologie an der Universität Kiel. Daraufhin wurde er in Halle 1844 Bibliothekar und Professor an der Universität Halle-Wittenberg. In dieser Funktion verblieb er bis zu seinem Tod.
Förstemann machte sich vor allem durch seine Forschungen auf dem Gebiet der Reformationshistorie einen Namen, die noch heute in nicht unwesentlichem Gebrauch sind. Weiterhin sind seine Arbeiten zur Wittenberger Universitätsgeschichte und seine genealogischen Forschungen zu Georg Friedrich Händel hervorzuheben. Sein Sohn Joseph Förstemann (1841–1900) wurde ebenfalls Bibliothekar, an der Universitätsbibliothek Leipzig.

## Ausgesuchte Werke
- Urkundenbuch zur Geschichte des Reichstags in Augsburg im Jahre 1530:
  - Bd. 1: Von dem Ausgange des kaiserlichen Ausschreibens bis zu der Uebergabe der Augsburgischen Confession. Verl. der Buchh. des Waisenhauses, Halle 1833 (Digitalisat);
  - Bd. 2: Von der Uebergabe der Augsburgischen Confession bis zu dem Schlusse des Reichstages. Verl. der Buchh. des Waisenhauses, Halle 1835 (Digitalisat).
- Neues Urkundenbuch zur Geschichte der evangelischen Kirchenreformation. Perthes, Hamburg 1842 (Digitalisat).
- Liber decanorum facultatis theologicae academiae Vitebergensis. Tauchnitz, Leipzig 1838, OCLC 9330359 (eingeschränkte Vorschau in der Google-Buchsuche).
- Karl Eduard Förstemann, Gotthold Naetebus: Album Academiae Vitebergensis. Anno 1502 usque ad anno 1560. [Ältere Reihe.] In drei Bänden. ISBN 3-511-05220-3 (Digitalisat):
  - Bd. 1: 1502–1660. Tauchnitz, Leipzig 1841 (Digitalisat); Nachdruck: Scientia-Verlag, Aalen 1976, ISBN 3-511-05221-1;
  - Bd. 2: 1560–1602. Hrsg. von Otto Hartwig. Halle (Saale) 1894 (Digitalisat); Nachdruck: Scientia-Verlag, Aalen 1976, ISBN 3-511-05222-X.
  - Bd. 3: Indices. Bearb. von G. Naetebus. Hrsg. von Karl Gerhard. Halle an d. Saale 1905; Nachdruck: Scientia-Verlag, Aalen 1976, ISBN 3-511-05223-8.